# Robbenjagd

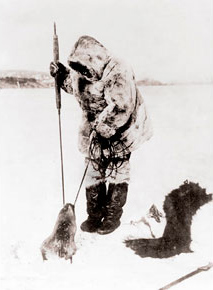
Winterjagd mit Harpune am Atemloch

Robbenjagd bezeichnet die Jagd des Menschen auf Robben. Dabei machen sich die Robbenjäger die Tatsache zunutze, dass viele Robben zur Fortpflanzungszeit in Kolonien leben. Vor allem auf Inseln hatten die Robben vor dem Menschen nie Feinde zu fürchten und lassen sich daher problemlos töten. Die Tötung erfolgte ursprünglich durch Metallstangen, sogenannte Hakapiks, also stumpfe Waffen, um das Fell nicht durch Einschusslöcher zu entwerten. 

## Geschichte

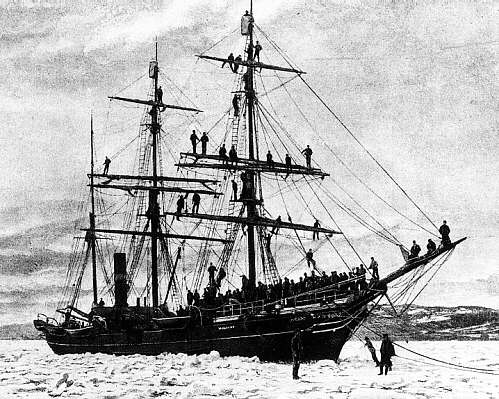
Industrialisierte Robbenjagd mit Auxiliarseglern im 19. Jahrhundert

Die Jagd auf Robben gehört zur traditionellen Lebensweise jägerischer Populationen in allen Teilen der Welt, in denen Robbenarten vorkommen. Den Eskimos diente sie bis in die Neuzeit weitgehend zur Selbstversorgung, auch die Robbenjagd auf Gotland dauerte bis in die Neuzeit an. Dagegen wurden im 18. und 19. Jahrhundert durch Europäer vor allem die großen Kolonien der Nördlichen Seebären, Südlichen Seebären und Walrosse so stark dezimiert, dass viele Arten beinahe ausgerottet wurden. Bei den Seebären war das Fell der Hauptgrund, beim Walross das Elfenbein der Stoßzähne. Während diese Arten heute unter Schutz stehen, werden nun vor allem Sattelrobben getötet.
Im Bereich der Nordsee wurden Seehunde bis in das 20. Jahrhundert hinein gejagt. Während die Jagd zunächst primär für Ernährungszwecke erfolgte, entwickelte sie sich mit dem Beginn des Nordseetourismus zum Vergnügen und Sport. In den 1970er Jahren wurde die Jagd auf Seehunde im Bereich der deutschen Nordseeküste eingestellt.

## Ökonomische Bedeutung

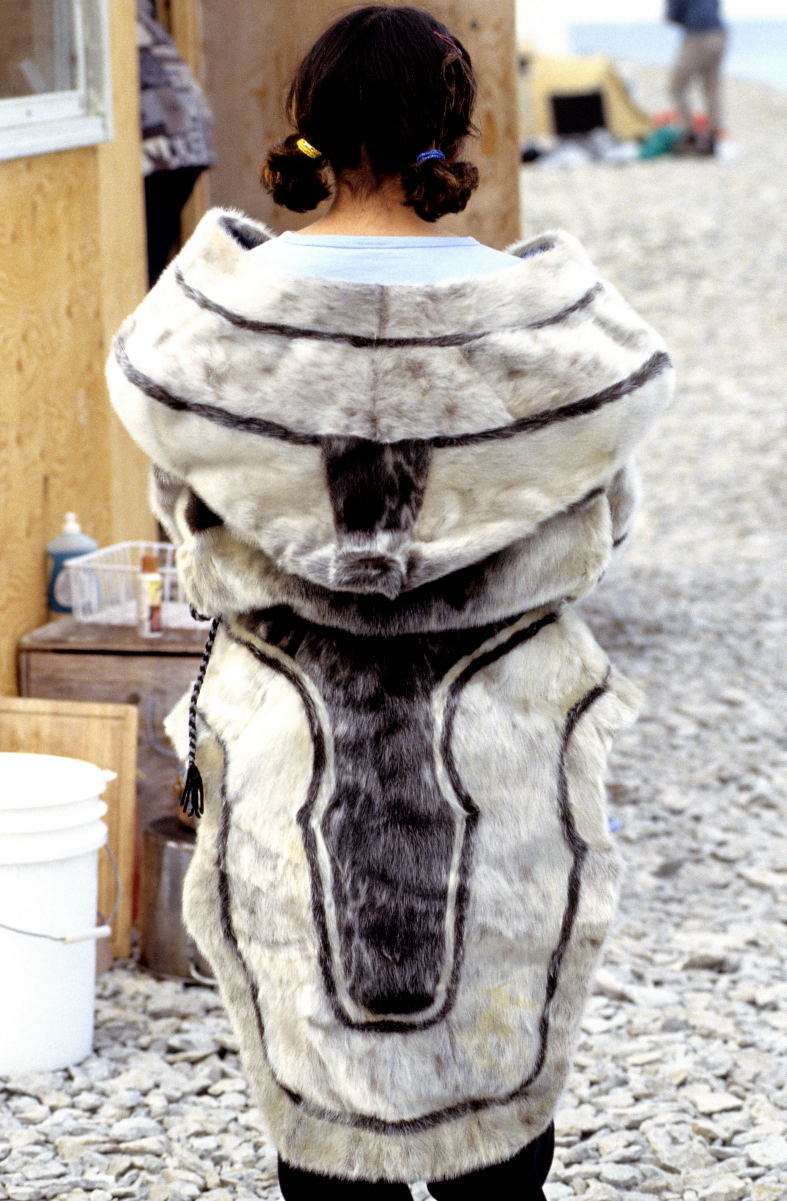
Traditionelle Inuit-Kleidung in Iglulik: Amautiq (Frauenparka) aus Bartrobbenfell

Zentrum der Robbenjagd ist heute die Nordostküste Kanadas, wo Sattelrobben zur Gewinnung von Fell, Öl und neuerdings Fleisch getötet werden. Pro Pelz werden aus der Fettschicht etwa 12 kg „Blubber“ gewonnen. Dieser dient unter anderem der Gewinnung von Omega-3-Fettsäurekapseln. 2006 hat Kanada die Jagd auf 325.000 Robben erlaubt, davon 95.000 im Sankt-Lorenz-Golf und 230.000 im „The Front“ genannten Gebiet vor Neufundland. Die Quote 2007 liegt bei 270.000 Tieren. Der Erlös eines Robbenfells liegt bei 70 kanadischen Dollars. 2005 wurden so etwa 16 Millionen Dollar Einnahmen erzielt. Angesichts der Überfischung des Atlantiks durch Hochseeflotten, sehen die Fischer der Region in der Robbenjagd ein zusätzliches ökonomisches Standbein und verweisen auf das Wachstum des Bestands im letzten Jahrzehnt. Das kanadische Fischereiministerium schätzt den Bestand auf 5,8 Millionen Tiere. Zu den Hauptabnehmerländern für kanadische Robbenfelle gehören Norwegen, Dänemark und die Volksrepublik China.
Zudem werden in Namibia alljährlich bis zu 100.000 Robben gejagt. Für die Jahre 2010 bis 2012 wurden Quoten von 86.000 Tieren pro Jahr festgesetzt. Von 2016 bis 2018 waren jährlich 68.000 Robben zur Jagd freigegeben worden. Nach Angaben des namibischen Fischereiministers sei die nachhaltige Nutzung der Kap-Pelzrobben an der namibischen Küste nicht nur wichtig für das Bruttoinlandprodukt, sondern würde zahlreichen Menschen ein Einkommen garantieren. Der aktuelle Bestand (Stand 2021) an der namibischen Küste wird auf 1,4 Millionen Tiere geschätzt.

## Kontroverse und Protest
Seit Jahren protestieren Tierschützer gegen die Robbenjagd; der Internationale Tierschutzfonds, Greenpeace und weitere Umweltorganisationen sehen darin 'sinnlose Massaker'. Bereits 1976 protestierte die Schauspielerin Brigitte Bardot gegen Umfang und Methoden der Robbenjagd und machte diese einer weltweiten Öffentlichkeit erst bekannt. Bilder von jungen Robben, die mit Hakapiks erschlagen werden, gehen seither alljährlich zur Zeit der Robbenjagd im April durch die Medien. Der Ex-Beatle Paul McCartney und Heather Mills ließen sich zur medialen Unterstützung des Protests vor Beginn der Jagdsaison 2006 mit Robbenbabys fotografieren. 
Als Folge der Proteste in den 80er Jahren wurde die Jagd auf ganz junge „Whitecoats“ in Kanada 1987 offiziell verboten. Des Weiteren werden Vorschriften zu den Jagdpraktiken von der kanadischen Regierung laufend verbessert (zuletzt im März 2008 auf Empfehlung der Europäischen Behörde für Lebensmittelsicherheit), um eine möglichst humane Jagd zu gewährleisten.
Strittig ist insbesondere, inwiefern die Robbentötung für Felle moralisch gerechtfertigt ist und die Tiere sofort tot sind. Während Gegner behaupten, dass die jungen Robben teilweise bei lebendigem Leib gehäutet werden, verweisen Jäger auf mehrere unabhängige Studien, die bestätigt haben, dass die Jagd sowohl mit Hakapik als auch mit Gewehren nicht inhuman ist, solange die geltenden Vorschriften befolgt werden. Eine vom WWF mitfinanzierte Studie der Independent Veterinarians’ Working Group kommt beispielsweise zum Ergebnis, dass das Erschlagen mit Hakapiks zwar brutal aussieht, jedoch bei richtiger Ausführung durchaus den Standard für humanes Schlachten von Säugetieren erfüllt. Ein Expertengremium der Europäischen Behörde für Lebensmittelsicherheit kam 2007 zu einem ähnlichen Ergebnis und machte detaillierte Vorschläge zur Verbesserung der Jagdpraxis.
Bei einem Protest gegen die Robbenjagd kam es 1977 auf dem Eis vor Kanadas Küste zu einem Streit zwischen Umweltschützern. Nachdem Paul Watson, eines der ersten Mitglieder von Greenpeace, die erbeuteten Felle und den Knüppel eines Robbenjägers ins Wasser warf, schloss Greenpeace ihn aus ihren Reihen aus. Watson gründete darauf die Sea Shepherd Conservation Society. Seither kämpft diese Organisation gegen das Töten von Robben.
Greenpeace nimmt die traditionelle Selbstversorgung der Inuit von der Kritik aus und konzentriert sich auf die professionelle Massenschlachtung von Robben. Diese Differenzierung wird jedoch von Vertretern der Inuit zurückgewiesen. Paul Okalik, ehemaliger Premierminister der kanadischen Arktisregion Nunavut, warf Tierschützern vor, ein verzerrtes Bild der Robbenjagd zu vermitteln. Er erklärte, die Robbenjagd sei wirtschaftlich notwendig und werde tiergerecht durchgeführt. Ein Importverbot für Robbenwaren würde die ohnehin große Not seiner Landsleute weiter verstärken.
Während Fischer konstatieren, dass die Robben den Fischbestand der Region gefährden, verweisen Kritiker auf die Überfischung durch auswärtige Hochseeflotten, die in den 90er Jahren zum Zusammenbruch der Kabeljau-Bestände auf den Grand Banks vor Neufundland geführt hat. Als ökonomische Alternative zur Robbenjagd wird von Kritikern auf die touristische Attraktion der Tierwelt verwiesen.

## Handelsverbot und Einfuhrbeschränkung durch das Europäische Parlament
In der EU gilt unmittelbar die Verordnung (EG) Nr. 1007/2009 des Europäischen Parlaments und des Rates vom 16. September 2009 mit einem Verbot des Inverkehrbringens, hier im Sinne der Einfuhr in den gemeinsamen Markt, durch die ein entgeltliches Bereitstellen für Dritte erfolgt, für Robben (und Teile von ihnen, wie wesentlich Robbenfelle) und Erzeugnisse aus Robben. EU-Umweltkommissar Stavros Dimas bezeichnete die Entscheidung als klare Antwort auf „die Sorgen vieler europäischer Bürger über die grausamen Methoden der Robbenjagd“. Die Durchführung regelt in Deutschland das Tiererzeugnisse-Handels-Verbotsgesetz (TierErzHaVerbG) mit Eingriffsbefugnissen für Zoll und die Polizeibehörden und mit Bußgeldvorschriften.
Im Dezember 2014 beschloss die Regierung von Norwegen, die Subventionen für die norwegische Robbenjagd in Höhe von 1,42 Millionen Euro aus dem Staatsetat zu streichen. Im Mai 2015 wurde die Jagd in Norwegen eingestellt.